# Nicola Canali
Pour les articles homonymes, voir Canali.
Nicola Canali, né le 6 juin 1874 et mort le 3 août 1961, est un prélat italien de l'Église catholique. Élevé au cardinalat en 1935, il est président de la Commission pontificale pour l'État de la Cité du Vatican à partir de 1939 et pénitencier majeur de 1941 jusqu'à sa mort.

## Biographie
Nicola Canali naquit à Rieti ; il était le fils du marquis Filippo Canali et de son épouse, la comtesse Leonetta Vincentini. Après des études à l'université pontificale grégorienne et à l'Angelicum de Rome, il fut ordonné prêtre le 31 mars 1900 dans la basilique Saint-Jean-de-Latran.
Le 1er septembre 1903, il devint secrétaire privé du cardinal Rafael Merry del Val et entra dans la Curie romaine, à la secrétairerie d'État. En novembre de la même année il fut élevé au rang de chambellan du pape.
Le 21 mars 1908 il fut nommé substitut, ou délégué, du cardinal secrétaire d'État. Il devint prélat domestique de Sa Sainteté le 23 mars, et, par la suite, secrétaire de la Congrégation des cérémonies le 24 septembre 1914. Comme secrétaire, il occupait le deuxième rang parmi ceux qui travaillaient dans ce dicastère, après successivement le cardinal Serafino Vannutelli et son frère le cardinal Vincenzo Vannutelli. Il fut nommé assesseur du Saint-Office le 27 juin 1926, et protonotaire apostolique le 15 septembre suivant.
Au consistoire du 16 décembre 1935 Pie XI le créa cardinal avec le titre de cardinal-diacre de S. Nicola in Carcere. Il fut en 1939 l'un des cardinaux électeurs lors de l'élection de Pie XII, qui le nomma premier président de la Commission pontificale pour l'État de la Cité du Vatican le 20 mars 1939.
En 1940, Pie XII nomma Nicola Canali protecteur de l'ordre du Saint-Sépulcre puis premier grand maître en 1949. Il fut également prieur commendataire de l'ordre souverain de Malte qu'il s'efforça sans succès de réunir sous sa tutelle avec l'Ordre du Saint Sépulcre.
Fait pénitencier majeur le 15 octobre 1941, il devint en 1951 pro-président de l'Administration du patrimoine du siège apostolique (et resta à ce poste jusqu'à sa mort).
En 1940
En 1958, il participa au conclave qui aboutit à l'élection de Jean XXIII. Cardinal protodiacre (doyen des cardinaux-diacres), il fut à la fois chargé d'annoncer l'élection du pape puis de le couronner le 4 novembre 1958.
Il mourut d'une pneumonie dans son appartement du Vatican, à l'âge de 87 ans. Il est enterré dans l'église Saint-Onuphre au Janicule de Rome. Il fut le dernier cardinal à n'avoir jamais été évêque : en 1962 Jean XXIII éleva au rang d'évêques les cardinaux encore vivants qui ne l'étaient pas.

## En littérature
L'écrivain Roger Peyrefitte évoque brièvement le cardinal Canali dans son roman Les Clés de saint Pierre (Flammarion, 1955). Il en fait ensuite le personnage principal de son livre Chevaliers de Malte (Flammarion, 1957), lequel décrit le combat épique que mena, en vain, ce prélat afin de placer directement sous l'autorité de l'Église, et sous la sienne, cet illustre et ancien ordre hospitalier, jusqu'à ce jour « souverain. » Ce prince de l'Église y est décrit, avec érudition et drôlerie, comme étant un personnage machiavélique, ambitieux, et un puissant caractère.

## Dans la fiction
- 2002 : Jean XXIII: Le pape du peuple, film de Giorgio Capitani, joué par Simeon Viktorov.